# Chiesa di Santa Maria Gualtieri
La chiesa di Santa Maria Gualtieri è una chiesa sconsacrata della città di Pavia, utilizzata come spazio espositivo.

## Storia
La chiesa fu fondata nel 989 da Walterius (in italiano Gualtieri), figlio di Wualpertus, un giudice del palazzo Reale, missus dominicus e fratello della contessa Rotruda, il quale fece erigere la chiesa nei pressi della propria abitazione, dedicandola a santa Maria. Lo stesso donatore dotò la chiesa di ricchi possedimenti, fra cui l'ospedale di San Giacomo della Cerreta a Belgioioso.
L'edificio, che si affaccia su piazza Vittoria, l'antico foro romano della città, fu ricostruito nella seconda metà dell'XI secolo e fu consacrato da Papa Urbano II, nel 1096, quando il pontefice visitò Pavia. Nel 1182 la chiesa era retta da un collegio canonicale formato da un preposito e sette canonici.Nel 1250 la chiesa fu inserita tra le parrocchie di porta Laudensis, mentre la visita apostolica del 1576 ci informa che a quella data il clero era formato da otto sacerdoti e la parrocchia era popolata da 300 anime da comunione, salito, nel 1769, a sette sacerdoti e sette chierici. La canonica possedeva, ancora alla fine del Settecento, discrete proprietà terriere, concentrate soprattutto nel Pavese, equivalenti a 994 pertiche (76,5 ettari). La popolazione della parrocchia salì nel 1780 a 993 anime da comunione. Nel 1788, in base al piano di riordino delle parrocchie urbane voluto dall'imperatore Giuseppe II, la chiesa fu soppressa e unita alla parrocchia dei Santi Gervasio e Protasio. L'edificio venne definitivamente sconsacrato nel 1798 e ceduto a privati, che lo trasformarono in abitazioni e negozi. La chiesa fu acquistata dal comune di Pavia negli anni '60 del Novecento e fu oggetto di indagini archeologiche nel 1975. Dopo un lungo restauro, nel 1991, la chiesa venne restituita alla città.

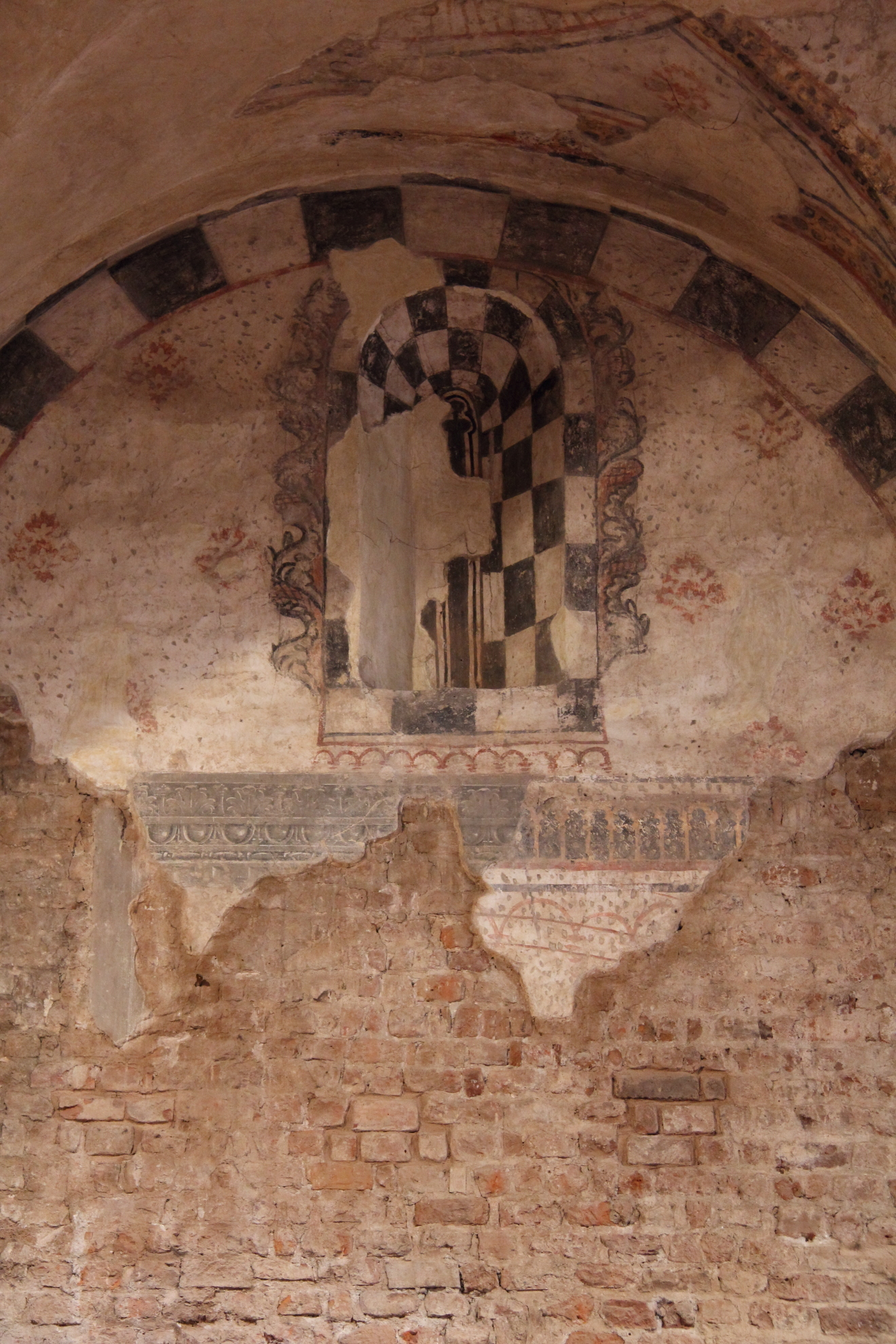
Affreschi all'interno.
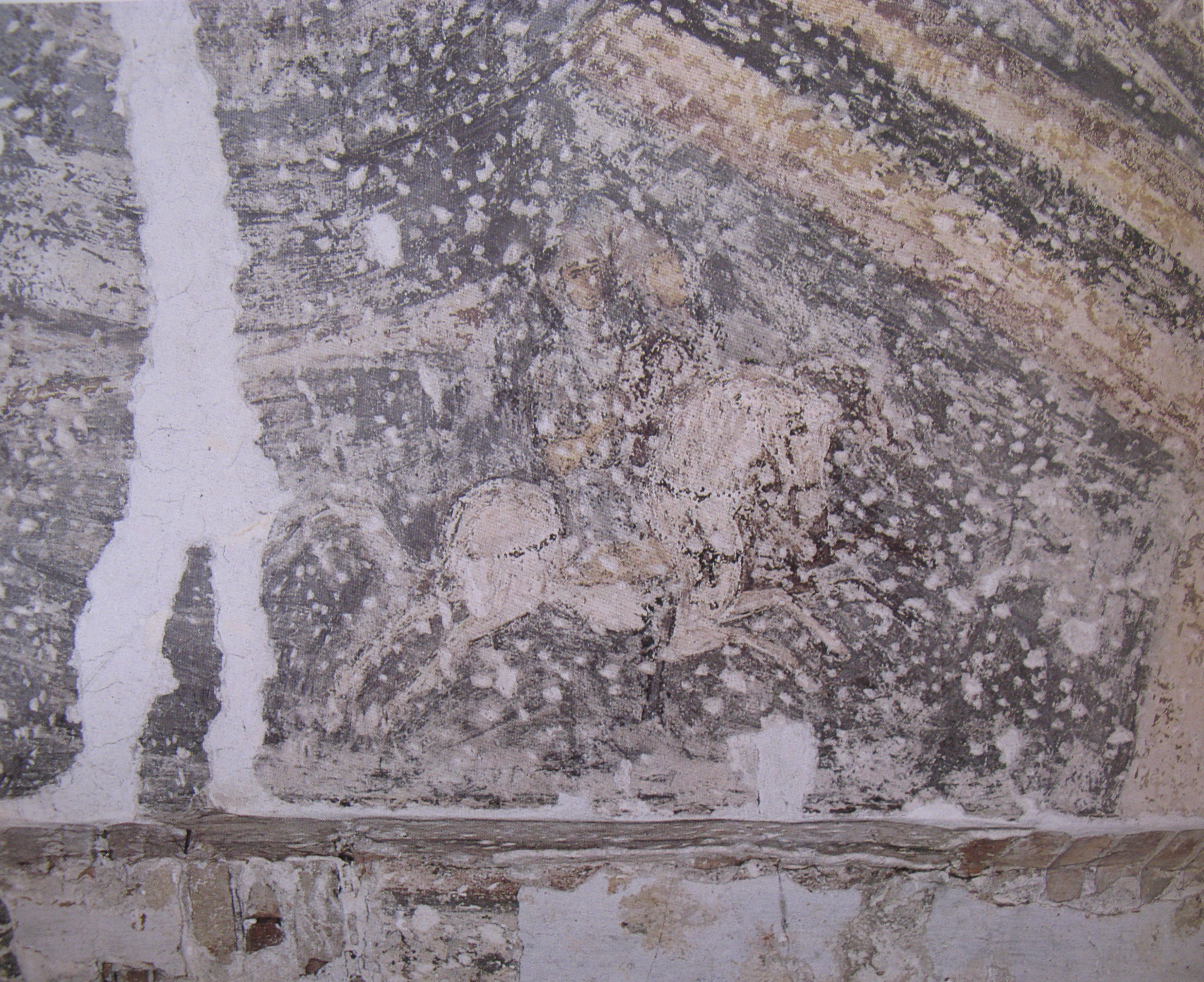
Cavalieri, affresco (XI sec.).
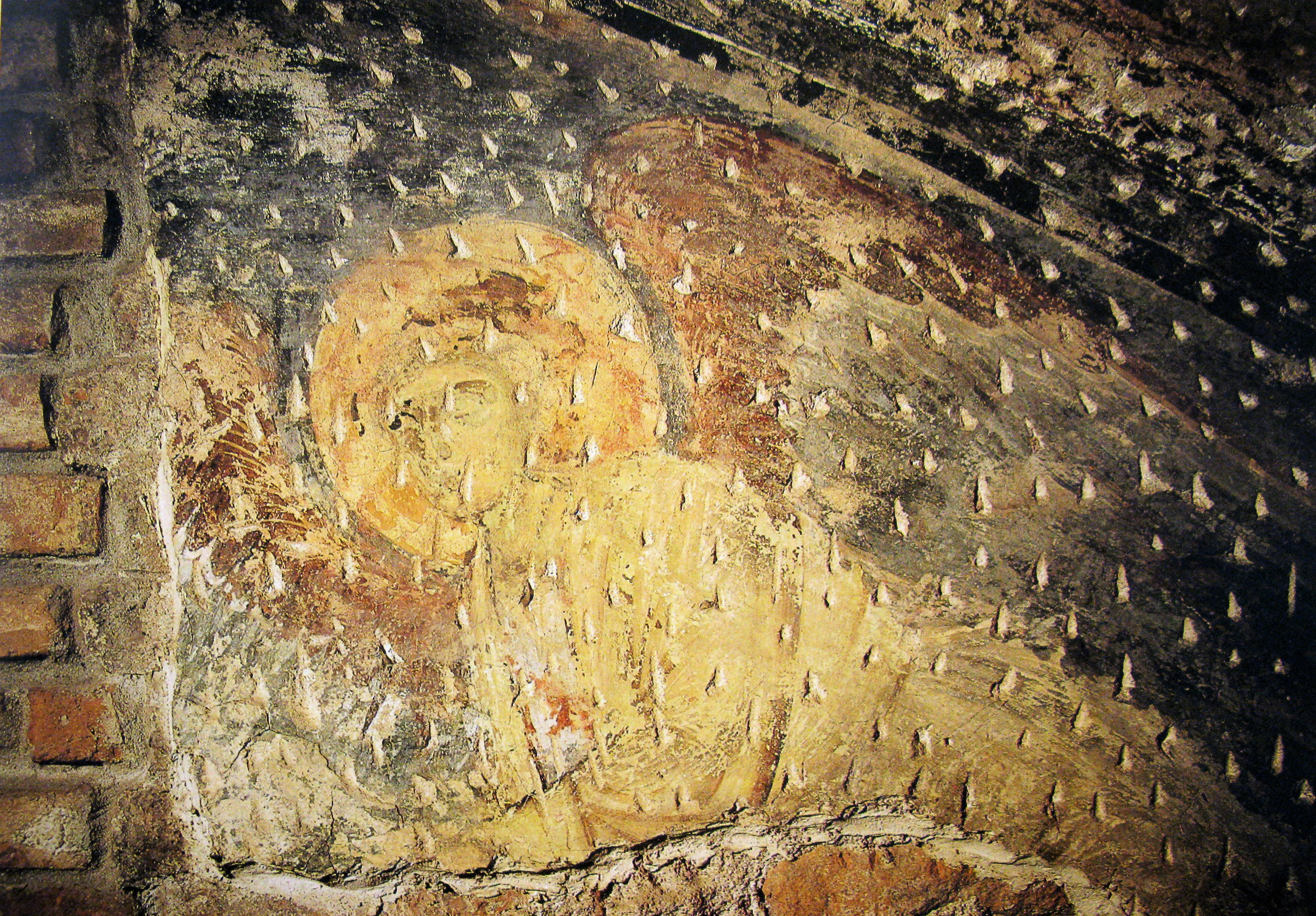
Angelo, affresco (XI sec.).
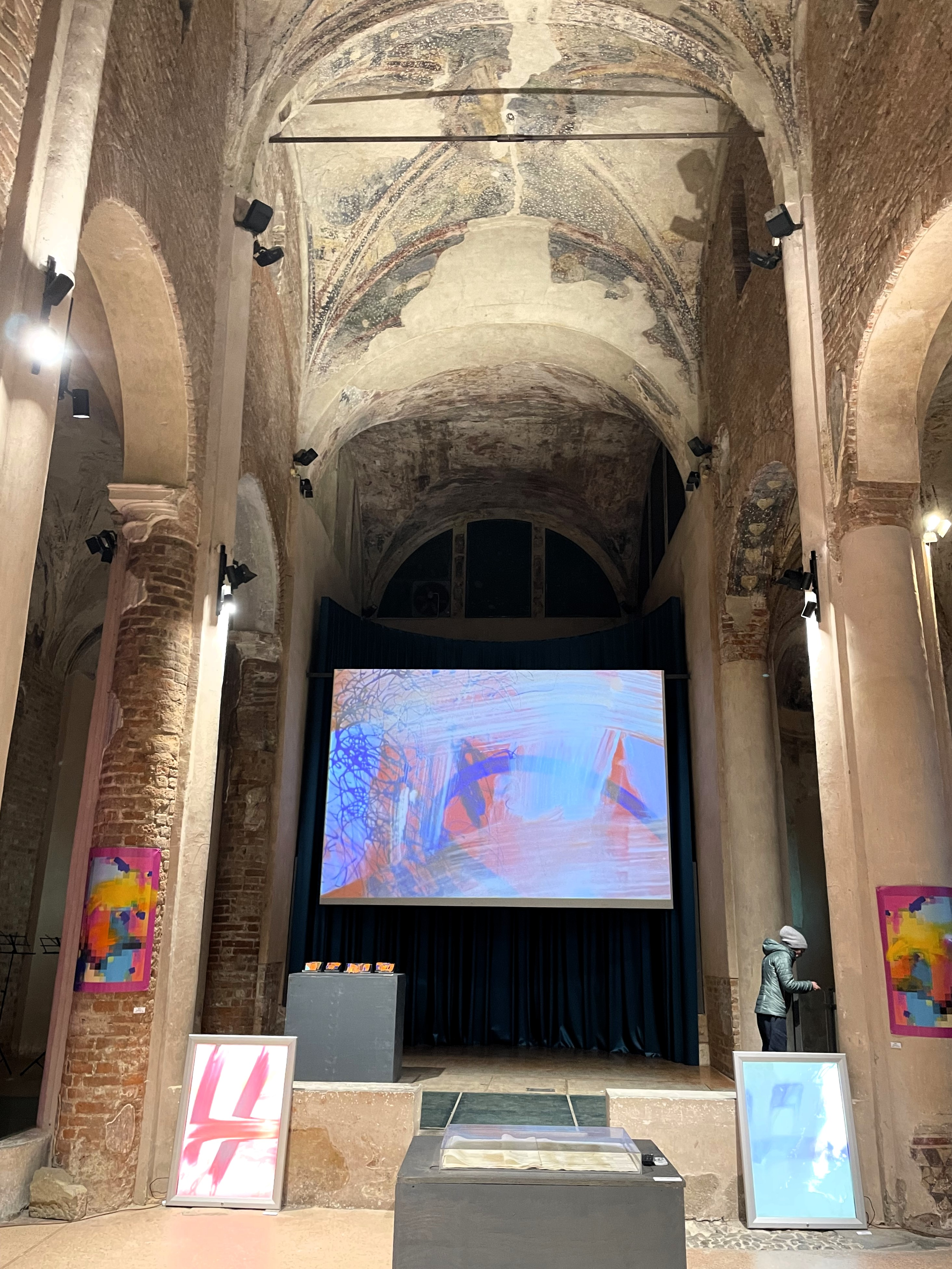
L'interno della chiesa

## Descrizione
Come evidenziato dagli scavi archeologici, la primitiva chiesa, risalente alla seconda metà del X secolo, presentava un'aula unica triabsidata. L'edificio attuale sorse nella seconda metà dell'XI secolo. Presenta tre navate, voltate a crociera, per quattro campate scandite da una successione uniforme di pilastri polistili. La copertura integrale con volte a crociera in un impianto trinavato è di per sé un dato di rilievo assoluto, da considerare tra i primi casi noti, allo scadere dell'XI secolo. Gran parte dell’edificio è realizzato riutilizzando grossi mattoni manubriati di età romana e ciottoli fluviali. I pilastri sono dotati di capitelli in laterizio semplicemente scantonati e privi di collarino, tipici dell’architettura lombarda dell’XI secolo. L’illuminazione è garantita da alcune monofore strombate e, internamente si conservano tracce di affreschi (i cavalieri dell’Apocalisse, la figura di un angelo) risalenti sempre al tardo XI secolo. La chiesa subì radicali modifiche strutturali nel XVI secolo: due delle originali absidi vennero demolite (rimane integra solo quella meridionale) e quella centrale fu sostituita da un coro rettangolare. Nel tardo Seicento la chiesa fu interessata da interventi di ristrutturazione per adeguarla al nuovo gusto barocco, sulla facciata venne aperta una grande finestra in stile termale, gli interni furono arricchiti da stucchi e venne demolito il chiostro medievale della chiesa. La facciata è scompartita in tre campi da contrafforti aggettanti e coronata da archetti pensili. Dell’originario edificio del tardo X secolo si conserva parte della muratura del campanile, ornato da archetti e ben visibile a lato della facciata.